# Стоян Михалев (музикант)
Вижте пояснителната страница за други личности с името Стоян Михалев.
Стоян Александров Михалев е български поп изпълнител, композитор и китарист.

## Биография
Михалев е роден на 10 април 1972 г. в София. Завършва Френската гимназия. През 2008 г. завършва политически науки в Нов български университет.

## Музикална кариера
Добива популярност още като вокалист на „Киора“, с които през 1992 г. записва албума „Вярвам в теб“, съдържащ едноименния хит. Албумът става двойно платинен, продаден в над стохиляден тираж. През 1993 г. заснема и клипа към „Вярвам в теб“.
След разпадането на Киора през 1997 г., заедно с Виктор Стоянов, създава формация, станала по-известна като Стоян и Виктор. Дебютният им сингъл „Откакто ти“ им печели награда за поп-хит на 1999 г. на Годишните музикални награди на Телевизия ММ, а едноименният албум, излязъл през 1999 г., става най-продаваният поп албум на български изпълнител.
След близо четиригодишно отсъствие от музикалната сцена Стоян Михалев и Виктор се завръщат с нов сингъл и клип през 2006 г. – „Твоята игра“.
Стоян пише текстове и музика и за други изпълнители, които често печелят голяма популярност. Такъв хит става парчето Цвят лилав в изпълнение на Ирина Флорин, което оглавява всички музикални класации през 1996 г.

## Радиосингли
- „Вярвам в теб“ (1993)
- „Сълза“ (1994)
- „Откакто ти“ (1999)
- „Кажи ми да“ (1999)
- „Остани с мен“ (2000)
- „Ревността“ (2001)
- „Омраза и любов“ (2001)
- „Някой друг“ (2002)
- „Малка и жестока“ (2003)
- „Твоята игра“ (2006)

## Дискография

### Студийни албуми
- 1999 – „Откакто ти“
- 2002 – „Малка и жестока“ (продуциран от „Старс Рекърдс“)

## Политическа дейност
През 2004 г. е сред учредителите на Демократи за силна България (ДСБ); член е на софийската организация на партията. На парламентарните избори през април 2021 г., юли 2021 г., ноември 2021 г. и октомври 2022 г. е избиран за депутат от листата на коалиция „Демократична България“ съответно в XLV, XLVI, XLVII и XLVIII народно събрание. През април 2025 г. е назначен като зам.-кмет на район „Оборище“ – СО.

## Видеоклипове
| Видеоклип      | Премиера | Албум           |
| -------------- | -------- | --------------- |
| Вярвам в теб   | 1993     | Откакто ти      |
| Откакто ти     | 1999     | Откакто ти      |
| Кажи ми да     | 1999     | Откакто ти      |
| Сълза          | 1999     | Откакто ти      |
| Змия           | 2000     | Откакто ти      |
| Остани с мен   | 2000     | Малка и жестока |
| Ревността      | 2001     | Малка и жестока |
| Омраза и любов | 2001     | Малка и жестока |
| Някой друг     | 2002     | Малка и жестока |
| Твоята игра    | 2006     | -               |